# Kolonialdistrikt Ũmánaĸ

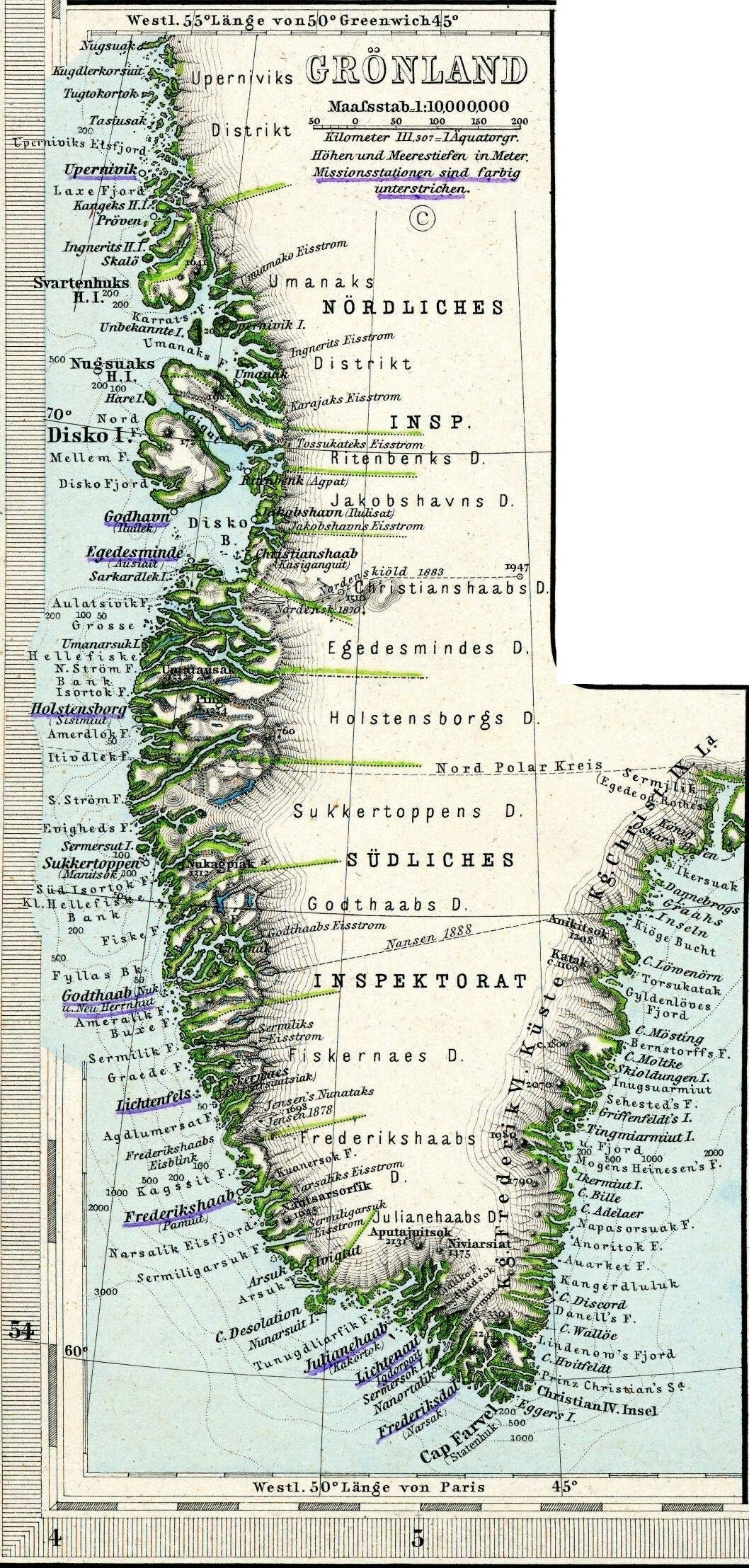
Ausschnitt aus einem Atlasblatt im Stielers Handatlas

Der Kolonialdistrikt Ũmánaĸ war ein Kolonialdistrikt in Grönland. Er bestand von 1758 bis 1950.

## Lage
Der Kolonialdistrikt Ũmánaĸ reichte von der Halbinsel Sigguup Nunaa (Svartenhuk Halvø) im Norden bis zur Halbinsel Nuussuaq im Süden. Im Norden grenzte der Kolonialdistrikt Upernavik an, im Süden hingegen der Kolonialdistrikt Ritenbenk. Das Gebiet besteht aus einer großen Bucht, die aus den beiden Fjordsystemen des Uummannap Kangerlua und des Karrat Fjords besteht.

## Geschichte

### Vor der Kolonialzeit
Der Distrikt wurde im Mittelalter von den Grænlendingar besucht. So ist davon auszugehen, dass das Eysunes („Kohlenkap“) vermutlich auf Nuussuaq lag. Auch ist wahrscheinlich, dass das Bjørnefjælde genannte Gebäude in Nuussuaq von den Grænlendingar erbaut worden ist.
Zu den ältesten Wohnplätzen im Distrikt gehören Uummannaq, Salliaruseq, Akia, Akulleq, Alannguaraq, Uummannatsiaq, Ikerasak, Issua, Saattoq, Qeqertaq, Nuussuaq, Niaqornat, Ikorfat, Qaarsut, Qaarsuarsuk, Kuuk, Qilakitsoq, Pooruseq, Iseqqat, Itilleq, Umiartorfik, Soqqaq, Nuffiumaneq, Eqaluk, Kuussuaq, Akuliarusersuaq, Ukkusissat, Innerit und Upernavik Næs. Besonders bedeutend sind die archäologischen Reste aus Qilakitsoq, wo in den 1970er Jahren mehrere Mumien gefunden wurden.
Vor der Kolonialzeit waren Teile des Distrikts holländischen Walfängern bekannt, die dort jagten und Handel mit den Grönländern trieben, vor allem im Südosten der Insel Illorsuit.
Zu Beginn der Kolonialzeit lebten bedeutend weniger Menschen im Distrikt, als dies in der Vergangenheit wohl der Fall gewesen war. Die Bewohner des Distrikts hatten nur wenig Kontakt mit den südlich angrenzenden Gebieten, da die gebirgige Halbinsel wohl eine natürliche Grenze darstellte.

### 18. Jahrhundert und frühes 19. Jahrhundert
1758 wurde eine Kolonie in Nuussuaq gegründet, die zu diesem Zeitpunkt die nördlichste Kolonie Grönlands war. Es wurden ein Kaufmann, ein Assistent, ein Zimmermann, ein Böttcher, ein Koch und einige Arbeiter angestellt und ein Wohnhaus, ein Provianthaus und ein Speckhaus errichtet. Es stellte sich bald heraus, das die Position der Kolonie im äußersten Südwesten des Kolonialdistrikts äußerst unpraktisch war, da die Entfernung zu den grönländischen Wohnplätzen zu groß war und die Bewohner weiterhin lieber mit den Holländern handelten. Zudem war die klimatische Situation schwierig und im ersten Winter starben drei Männer an Krankheiten. 1760 wurde beschlossen nach einem geeigneteren Kolonieort zu suchen und so wurde 1761 testweise das Speckhaus nach Uummannaq versetzt und der Assistent begann zusammen mit zwei Männern dort Handel zu betreiben. 1763 wurde die gesamte Kolonie schließlich nach Uummannaq versetzt.
Die wirtschaftliche Situation verbesserte sich rasch, aber das Klima war so kalt, dass der Fjordkomplex im Winter zu lange zugefroren war und sich der Handel somit auf den kurzen Sommer beschränkte. Dazu kam die Konkurrenz von holländischer Seite, die ab 1764 dadurch vermindert werden sollte, dass die Dänen dieselben Waren wie die Holländer anbieten sollten.
1765 begann auch die Mission in der Kolonie Uummannaq. 1774 gab es schon 41 getaufte Erwachsene, 1777 waren es schon 90. 1791 wurde der Missionar vorübergehend nach Uummannatsiaq versetzt. Bis 1800 waren schon 287 Erwachsene und 226 Kinder getauft worden, von denen 170 mittlerweile verstorben waren. Von 1799 bis 1817 gehörte das Missionariat zum Kolonialdistrikt Jakobshavn.
Durch das kalte Klima war der Distrikt kaum zur Kajakjagd geeignet, aber mit dem aufkommenden Garnfang konnten große wirtschaftliche Erfolge erzielt werden. Vor allem ab 1783 blühte der Kolonialdistrikt auf. Somit wurde der Kolonialdistrikt auch der erste in Grönland, in dem Udsteder gegründet wurden. 1787 wurde ein Garnfangversuch in Eqaluk aufgebaut, der aber wegen der Eisverhältnisse 1791 nach Uummannatsiaq versetzt wurde. 1793 wurde ein Udsted in Innerit gegründet, der 1794 nach Ukkusissat versetzt wurde. 1794 wurde ein Udsted Kakilisaat errichtet, der 1797 nach Naqerloq versetzt wurde. 1796 wurde Eqaluk wieder aufgebaut, aber 1799 nach Ikerasak versetzt. 1798 wurde ein Udsted in Saattut sowie 1799 in Niaqornat gegründet. Während des Kriegs von 1807 bis 1814 mussten die meisten Udsteder aufgegeben werden.
1782 wütete eine Dysenterieepidemie im Kolonialdistrikt. Durch die Abgeschiedenheit wurde die Gegend jedoch von der großen Epidemie von 1785/86 verschont. Dabei stieg die Einwohnerzahl an, weil viele Menschen aus dem Süden vor der Krankheit flüchteten. 1791 zogen viele Menschen aus dem Norden in den Kolonialdistrikt Ũmánaĸ, sodass 1793 404 Menschen an elf Orten lebten, aber schon 1794 zogen 110 wieder zurück nach Norden. In den 1790er Jahren waren allerdings 23 verschiedene Wohnplätze in Gebrauch, weil die Bevölkerung damals noch sehr viel umherzog. 1798 lebten 375 Menschen an neun Orten und 1805 waren es 393 Menschen an elf Orten. 1812 starben 149 Menschen an einer Pest, meist nach weniger als 24 Stunden Krankheitsverlauf. Man ging davon aus, dass englische Walfänger die Krankheit eingeschleppt hatten, auch wenn die Grönländer einen alten Mann und seine Frau ermordeten, weil sie ihn im Verdacht hatten, die Epidemie durch Hexerei ausgelöst zu haben.
1775 wurden nahe der Kolonie Steinkohlevorkommen entdeckt. Ab 1778 wurde mit dem Abbau begonnen. Die Kohle sollte sowohl die Kolonie in Uummannaq als auch einige Walfängeranlagen in der Diskobucht versorgen, später auch Upernavik. Die Gewinnung von Alaun und Vitriol wurde bald aufgegeben. 1782 kam es zu einem Streik, weil die Bergmänner mehr Lohn wollten, und der Kaufmann, der Assistent und der Missionar mussten stattdessen den Kohleabbau übernehmen. Inspektor Johan Friedrich Schwabe hatte jedoch wenig Mitleid und die Bergleute mussten Geldstrafen für ihren Streik zahlen. Anschließend konnte der Bergbau fortgeführt werden. Die Abbaustellen wurden im Laufe der Zeit immer weiter nach Westen versetzt, bis hin nach Qaarsuarsuk, wo der Bergbau 1905 neu organisiert aufgenommen wurde. In den 1850er Jahren wurde bei Qaarsut zudem Grafit abgebaut.

### 20. Jahrhundert
1911 wurde der Kolonialdistrikt Ũmánaĸ in acht Gemeinden geteilt: Ũmánaĸ, Sãtut, Uvkusigssat, Igdlorssuit, Nûgssuaĸ, Niaĸornat, K'aersut und Ikerasak. Diesen Gemeinden waren im Jahr 1918 insgesamt zwölf Wohnplätze untergeordnet. 1925 wurde die Gemeinde Nûgâtsiaĸ aus Igdlorssuit ausgelagert.
Die Kirchengemeinde bestand aus zwei Oberkatchetendistrikten, Illorsuit im Norden und Uummannaq im Süden.
Seit 1905 war der Kolonialdistrikt ein eigener Arztdistrikt, der bis 1915 auch noch den Kolonialdistrikt Upernavik umfasste.
1921 wurde der Kolonialdistrikt von Hother Ostermann und Morten P. Porsild beschrieben, laut denen damals noch einige Grönländer ohne europäische Ahnen dort lebten. Die meisten anderen hatten hingegen europäische Vorfahren, wenngleich diese einen weitaus unbedeutenderen Teil der Abstammung ausmachten als weiter südlich.
Bei der Verwaltungsreform 1950 wurde der Kolonialdistrikt zur Gemeinde Uummannaq.

## Orte
Folgende Orte befanden sich im Kolonialdistrikt: 
- Akuliaruseq
- Akuliaruseq
- Appat
- Eqaluk
- Ikerasak
- Illorsuit
- Itilliarsuk
- Karrat
- Maamorilik
- Naajaat
- Naqerloq
- Niaqornat
- Nuliarfik
- Nuugaatsiaq
- Nuuluk
- Nuusaq
- Nuussuaq
- Nuussuutaa
- Perlerfik
- Pooruseq
- Qaarsuarsuk
- Qaarsut
- Qarajaq
- Qeqertat
- Saattoqqissut
- Saattut
- Sermiarsuit
- Tuullittalik
- Ukkusissat
- Umiartorfik
- Upernavik Næs
- Uummannaq
- Uummannatsiaq